# Little Popo Agie River
Der Little Popo Agie River ist ein kleiner Fluss im US-Bundesstaat Wyoming. Er ist rund 93 km lang und – abgesehen von dessen zwei Quellflüssen – der wichtigste Zufluss zum Popo Agie River. Sein Einzugsgebiet umfasst knapp 995 km².
Der Fluss entspringt im Shoshone National Forest am Ostrand der südlichen Wind River Range auf rund 3170 m Seehöhe. Schon kurz darauf mündet der Gebirgsbach in den 3030 m hoch gelegenen Christina Lake, ein Reservoir. Unterhalb des Stausees durchfließt der junge Fluss den kleineren, natürlichen Gustave Lake. Auf dem Weg talwärts nimmt der Little Popo Agie River mehrere aus Seitentälern zufließende Bäche auf. Er verlässt das alpine Gelände der Wind River Range und den Nationalforst durch eine Little Popo Agie Canyon genannte Schlucht und erreicht vor Unterquerung des U.S. Highway 287 endgültig flacheres Land im Wind River Basin. Die Charakteristik des Gewässers ändert sich dadurch wesentlich – aus dem Gebirgsbach wird ein langsamer fließender, Mäander bildender Fluss in einem breiteren Tal. Außerhalb des Schutzgebietes wird das Wasser des Little Popo Agie Rivers zudem zur Bewässerung landwirtschaftlicher Flächen genutzt. Er fließt durch das Fremont County nach Norden, bevor er bei der Gemeinde Hudson in den Popo Agie River mündet.
Nach dem ersten Fundort am Little Popo Agie River wurde der Poposaurus benannt.

## Hydrologie
Der Little Popo Agie River ist als Nebenfluss des Popo Agie River Teil des Einzugsgebietes des Little Wind River, der über Wind River, Bighorn River, Yellowstone River, Missouri und Mississippi in den Golf von Mexiko entwässert. Das Einzugsgebiet des Little Popo Agie River umfasst ein Areal von etwa 995 km² und grenzt an die Einzugsgebiete von Beaver Creek im Osten, Sweetwater River im Südwesten sowie Middle Popo Agie River im Norden. Der mittlere Abfluss am Pegel in Hudson beträgt 2,86 m³/s, die größten Abflüsse finden sich in den Monaten Mai und Juni.